# Junkers
A Junkers Flugzeug- und Motorenwerke AG német repülőgép- és repülőgépmotor-gyártó cég volt. Az első világháborúban és az 1920-as években élenjárt a csak fémből épült repülőgépek készítésében. Miután alapítóját, Hugo Junkerst a nemzetiszocialista kormányzat 1934-ben félreállította és államosították a céget, a Junkers Németország egyik legfontosabb harci repülőgépgyártójává vált. 1958-ban beolvadt a Messerschmitt-Bölkow-Blohm konzorciumba, 1969-től pedig megszüntették a Junkers márkanév használatát.

## Az első világháborúban

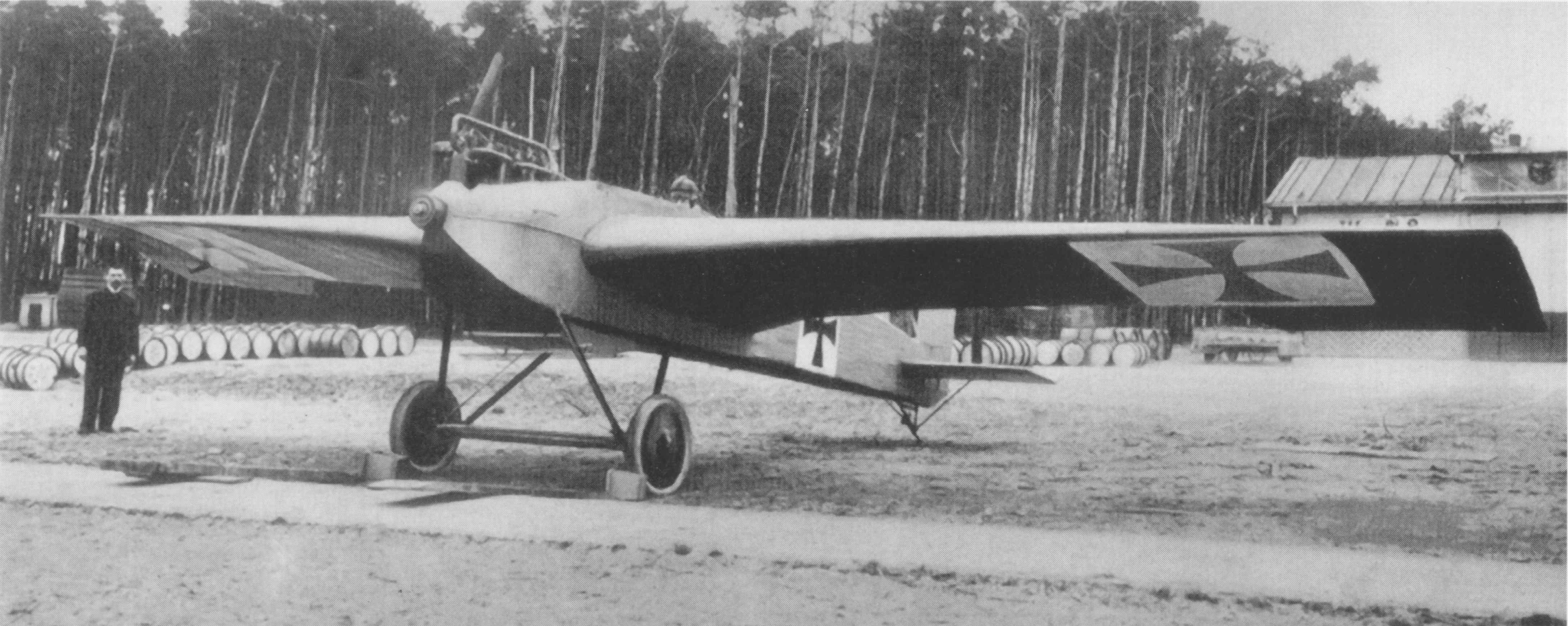
Az első fémből készült repülőgép, a Junkers J 1 (1915)

Hugo Junkers 1895-ben alapította cégét, amely kezdetben kazánok, radiátorok és gáztűzhelyek gyártásával foglalkozott. Az 1910-es évek elején érdeklődni kezdett a repülőgépek iránt és 1914-ben elkezdte kísérleteit egy csak fémből készített konstrukcióval. Az akkori repülőgépek jellemzően rétegelt falemezből, szárnyuk pedig fakeretre feszített vászonból épültek. 1915 végére elkészült az egyfedelű Junkers J 1 (nem összetévesztendő a későbbi Junkers J.I vadászgéppel), becenevén Pléhszamár (Blechesel). Az acéllemezekből épített gép szárnyát nem külső huzalok feszítették, hanem belső konzol tartotta. A J 1 nehéz, rosszul manőverező repülő volt, de kedvező aerodinamikai tulajdonsági miatt a mindössze 120 lóerős, hathengeres Mercedes D.II motor is elég volt, hogy 170 km/h-s sebességet érjen el.
A J 2 egy katonai célokra továbbfejlesztett, géppuskával felfegyverzett prototípus volt, amit a J 3 követett, amin már forgómotort és az acéllemez-borítás helyett dúralumíniumból készült hullámlemezt alkalmaztak. A hadsereg ragaszkodott az akkor elterjedt kétfedelű konstrukcióhoz, így készült a J 4, amelyen már a szárny és a farok is dúralumíniumból volt. A J 4 volt az első sorozatgyártásba került Junkers-modell, 283-at rendeltek belőle, amiből 184 készült el. A páncélozott, puskalövésektől védett repülő alkalmasnak bizonyult a földi célpontok géppuskázására és a gyalogság támogatására. A légierő Junkers J.I néven regisztrálta a J 4-et és a későbbiekben a más gyártók (Albatros Flugzeugwerke, AEG) hasonló funkciójú repülőit is J kóddal illette.

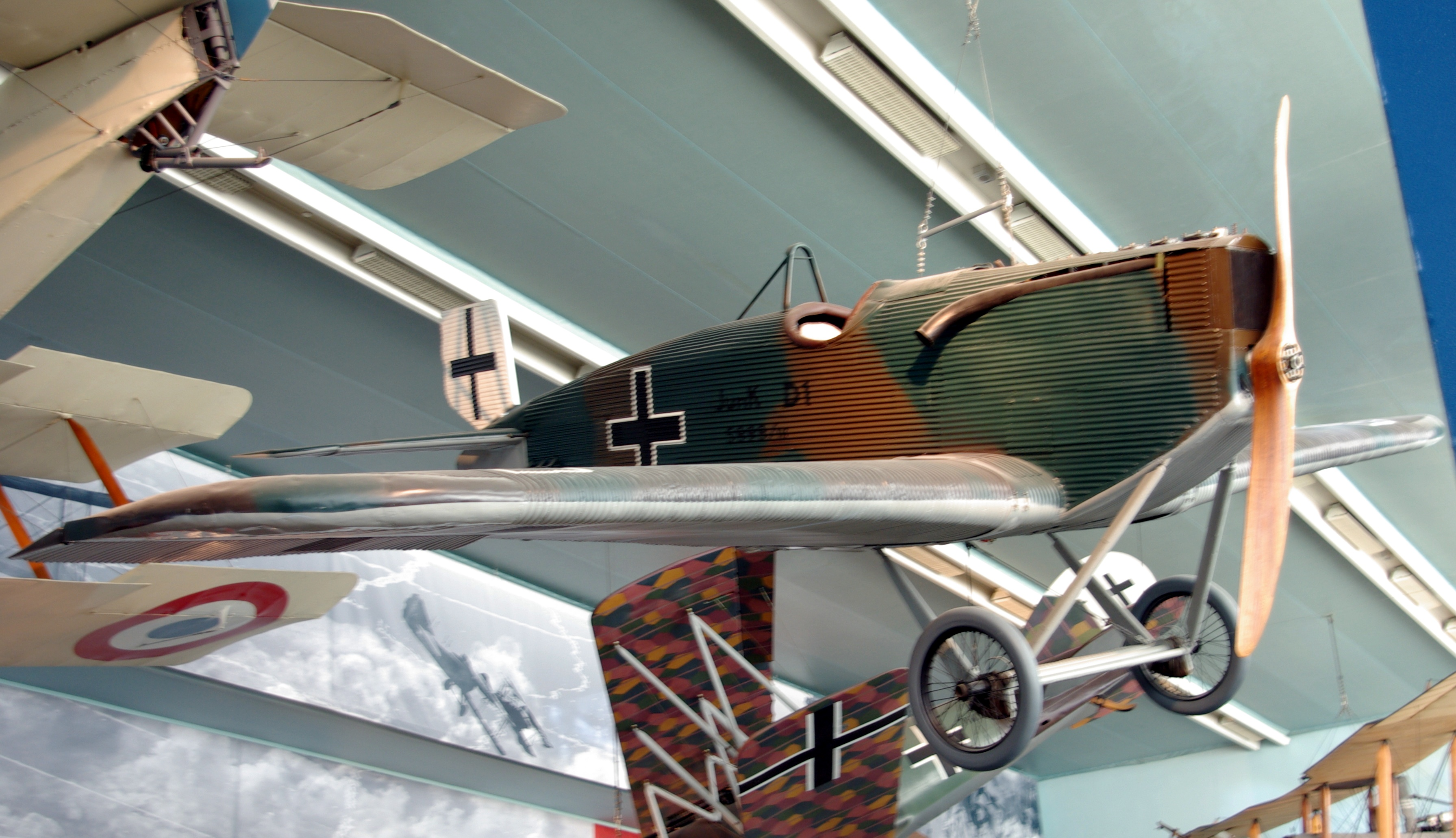
Az 1918-as Junkers J 9

Hugo Junkers továbbra is az egyfedelű megoldást tekintette a jövő útjának és további prototípusai monoplánként készültek. Az 1917-es J 7, majd az annak módosításaival született kétüléses J 8 szárnya már a törzs alatt helyezkedett el és a korabeli repülőgépekhez képest kimondottan modern külsejűek. A J 8-ból 51 db készült és Junkers CL.I néven került a keleti frontra. A dúralumínium hullámlemez felület a háború alatt és a 20-as években is gyakorlatilag a Junkers védjegyévé vált.
1917. október 20-án a Junkers és a Fokker repülőgépgyártó a kormányzat nyomására Junkers-Fokker Werke AG (Jfa) néven egyesült. A Fokker licencet kapott a Junkers-modellekre és ennek köszönhető, hogy amikor a háború után, 1919-ben ismét szétváltak, a két gyár külsőre hasonló gépeket épített (bár a Fokker eleinte fával dolgozott dúralumínium helyett).

## Két háború között
A békekötés után a J 8 alapján hamarosan elkészült az F.13, a világ első fémből készült utasszállító repülőgépe. A négy utasra méretezett gép 1919 júniusában szállt fel először. Gyártását eleinte a versailles-i szerződés minden más német repülőgépével együtt megtiltotta, de a tilalmat később a polgári célú gépek számára feloldották. .

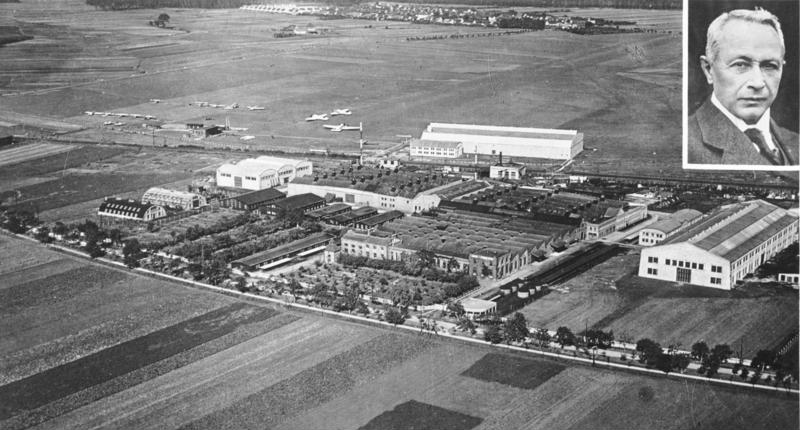
A Junkers-gyár Dessauban (1928)

Junkers néhány nagyobb utasszállítót is tervezett, mint az egymotoros G.24-et vagy a hárommotoros G.31-et, de ezek nem lettek sikeresek. A békeszerződés megszorításait 1926-ban visszavonták és az azután piacra dobott Junkers W 33 és Junkers W 34 sorozat már jóval nagyobb számban talált vevőre; általánosan használták, utas-, teher- és később csapatszállításra. W 33/W 34 gépekkel több rekordot is felállítottak 1926 és 1930 között: leszállás nélküli repülési időt, távolsági és magassági rekordot, rajta próbálták ki a rakétahajtású felszállást és a levegőben történő üzemanyag-feltöltést. 1928-ban egy W 33-mal repülték át először kelet-nyugat irányban az Atlanti-óceánt.
Junkers 1924-ben kidolgozott egy forradalmi tervet egy (akkor elképesztően nagy) 80 főt szállítani képes négymotoros "csupaszárny" repülőgépre, ahol az utasok a szárny belsejében lettek volna elhelyezve. Tervei szerint a gép képes lett volna 8-10 óra alatt átrepülni az Atlanti-óceánt. Néhány alapelvet végül a Junkers G.38-ban valósított meg, amely a maga korában a világ legnagyobb utasszállítója volt, bár csak 34 utas és 7 főnyi személyzet fért el rajta. Néhány utasnak a szárny tövének belsejében biztosítottak helyet, amelybe elöl ablakokat is beépítettek.
1932-ben a Junkers tervezett egy aerodinamikus karosszériát a Maybach autógyár számára, de a gazdasági válság miatt a hasonló luxusautókra nem volt nagy kereslet.
1931 körül a cégnek pénzügyi gondjai támadtak és a részvényesek nyomására Hugo Junkers az igazgatói széket átadta barátjának, a kommunista nézeteiről is ismert Adolf Dethmann-nak. A gazdasági gondokat végül úgy oldották meg, hogy a fűtéstechnikai részleget eladták Robert Bosch cégének, amely a mai napig használja a Junkers márkát.

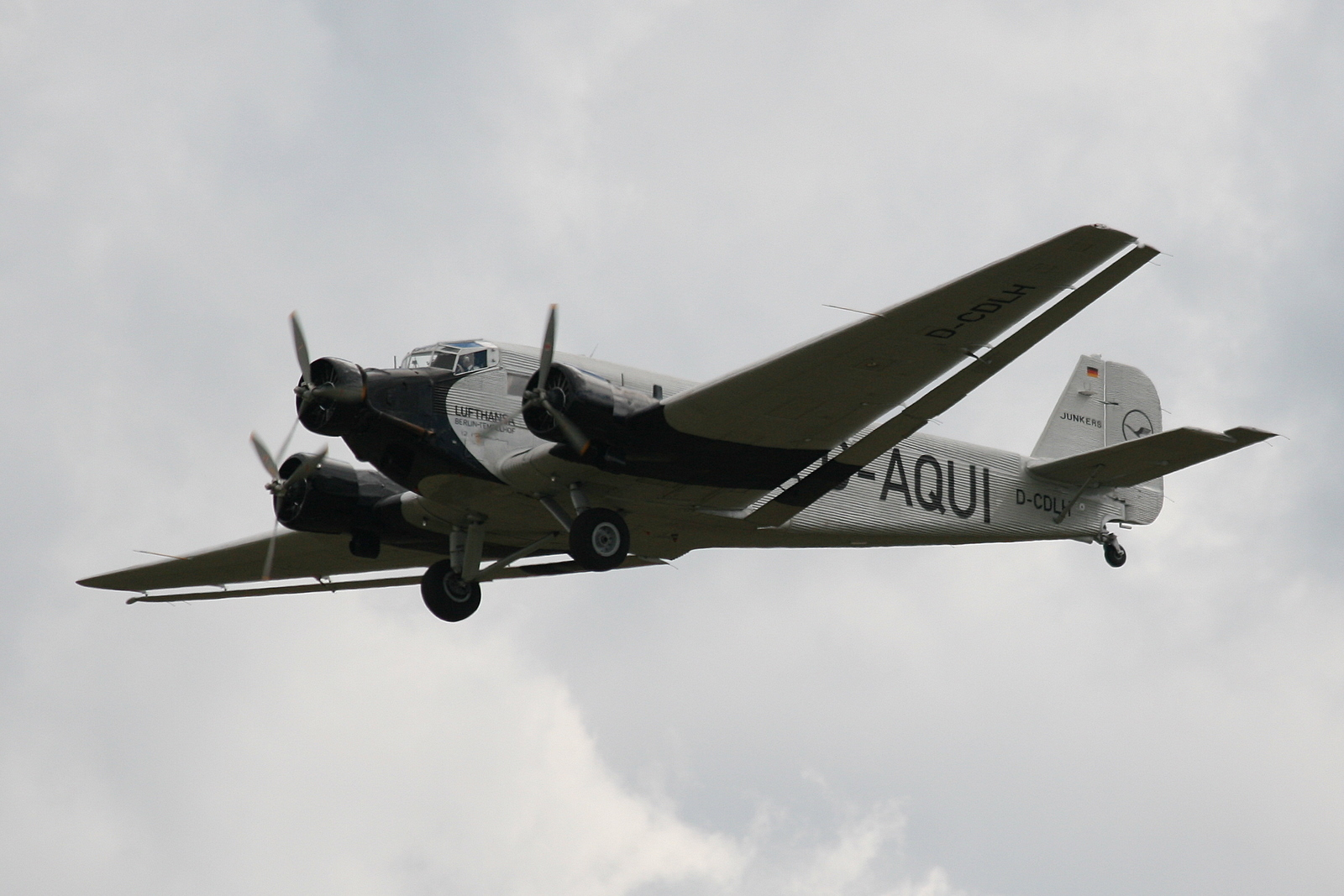
Hárommotoros Ju52/3m

Hitler 1933-as hatalomra jutása után a német repülőgépipart az utasszállításról átterelték hadi célokra. A pacifista és szocialista Hugo Junkerst politikailag megbízhatatlannak ítélték és bebörtönzéssel fenyegetve kényszerítették, hogy adja át az államnak cégeinek többségi részvényeit és szabadalmainak tulajdonjogát. A Repülésügyi Minisztérium (Reichsluftfahrtministerium) egy- és kétüléses harci gépek fejlesztésére állított át a céget; ez alól két jelentősebb kivétel volt, a híres Ju 52 és a Ju 90.
A Ju 52 fejlesztése még 1928-ban indult és a korai egymotoros szállítógépből végül a hárommotoros változat, a "Ju néni" (Tante Ju) lett világhírű. A világ számos országának légitársaságai alkalmazták (Magyarországon is) és a més a második világháború után is gyártotta Spanyolország és Franciaország.
Az 1934-ben kihozott Ju 86 bombázótól kezdődően a Junkers szakított a termékeire jellemző hullámlemezes borítással. A cég részt vett Walther Wever stratégiai bombázóprogramjában és kifejlesztette a Ju 89 nehézbombázót; ám miután Wever légibalesetben meghalt, a minisztérium törölte a programot és inkább a taktikai bombázókat támogatta (később, az angliai csata idején ez a döntés megbosszulta magát). A Ju 89-et végül a Junkers Ju 90-né fejlesztették tovább, ami egy transzatlanti utakra specializált utasszállító volt. Mire azonban végeztek a teszteléssel és megkezdődhetett volna tényleges használatbavétele, kitört a második világháború.

## A második világháborúban
Az államosítás után a Junkers fő profilja a harci repülőgépek készítése lett. A legsikeresebb és legismertebb terméke a Ju 87 Stuka zuhanóbombázó volt, amely a földi csapatok támogatására terveztek és jelentősen hozzájárult a Blitzkrieg kezdeti sikereihez. Pontos bombatámadásaival egyfajta légi tüzérség szerepét töltötte be, amely lépést tudott tartani a gyorsan előrenyomuló tankhadosztályokkal. A háború későbbi szakaszában nagykaliberű gépágyúval szerelték fel és tankelhárító szerepkörben is alkalmazták. A Dunkerque-nél és Sztálingrádnál vijjogva lecsapó Stukák a német hadigépezet egyik szimbólumává váltak.
Hasonlóan sikeres modellnek bizonyult a Junkers Ju 88, amely formálisan közepes bombázó volt, de szinte minden funkcióra bevetették: stratégiai bombázóként, zuhanóbombázóként, éjszakai interceptorként és bombázóvadászként vagy akár hajók ellen. Több továbbfejlesztett verziója is gyártásba került, mint a Ju 188 vagy Ju 388, de ezek sem tudták kiszorítani az eredeti modellt. A Ju 52-eseket is széleskörűen használták a háborúban, főleg szállítási, de kisebb bombázói feladatokra is; később azonban már elavultnak számított és a lassú, kevéssé fordulékony típus nagy számban veszett oda Krétán vagy Sztálingrádnál.
A Junkers az Amerikabomber-program keretein belül kifejlesztett egy hatmotoros nehézbombázót, a Ju 390-et, amivel el lehetett volna érni az Egyesült Államokat is, de a háború késői szakaszában Németországnak már a védekezésre kellett koncentrálnia meglévő erőforrásait és a Ju 390-ből csak két prototípus készült el.

## A háború után
Németország veresége után a cég átalakult Junkers GmbH-vá, amelyet 1958-ban felvásárolt a több repülőgépgyártó összeolvadásából létrejött Messerschmitt-Bölkow-Blohm csoport. 1967-ben a Messerschmitt beolvasztotta a Junkerst és a márkanév használatát 1969-ben megszüntették.

## Junkers-repülőgépek
Az első Junkers-repülőgépeket J betűvel és sorszámmal jelölték. 1919 után újabb betűkódokat vezettek be: A (Austausschflugzeug polgári és katonai célra is), EF (Entwurf-Flugzeug kísérleti), F (Flugzeug repülőgép), G (Grossflugzeug nagy repülőgép) H (a cég moszkvai üzemében készült), K (Kampfflugzeug harci repülőgép), S (Spezial különleges), T (gyakorló), W (Wasserflugzeug hidroplán). Az első világháborúban a légierő a gyárétól eltérő jelzést használt, a repülőgép funkciójának megfelelően: CL (kétüléses gyalogsági támogató), D (együléses kétfedelű felderítő), E (együléses egyfedelű felderítő), J (kétüléses páncélozott kétfedelű gyalogsági támogató). Az államosítás után valamennyi modellt a Ju betűkóddal jelölték.
- Junkers J 1 kísérleti prototípus, az első fémből készült repülőgép (1915)
- Junkers J 2 a J 1 felfegyverzett változata (1916)
- Junkers J 3 kísérleti monoplán, a dúralumínium hullámlemez első alkalmazása
- Junkers J 4 vagy Junkers J.I másfélfedelű gyalogsági támogató gép (1917)
- Junkers J 5 kísérleti modell, a motor a pilóta mögött helyezkedett volna el
- Junkers J 6 kísérleti felderítő monoplán
- Junkers J 7 a J 9 prototípusa (1917)
- Junkers J 8 a J 10 és 11 prototípusa (1917)
- Junkers J 9 vagy Junkers D.I, együléses vadászgép (1918)
- Junkers J 10 vagy Junkers CL.I gyalogsági támogató monoplán (1918)
- Junkers J 11 a J 10 hidroplánváltozata (1918)
- Junkers J 12 az F.13 prototípusa (1919)
- Junkers F.13 vagy J 13, négyüléses utasszállító
- Junkers J 15 a K 16 prototípusa
- Junkers K 16 egymotoros utasszállító (1922)
- Junkers J 17 a K 16 tervben maradt továbbfejlesztése
- Junkers J 18 tengeri felderítő, terv maradt
- Junkers T 19 gyakorló repülőgép (1922)
- Junkers A 20 szállítógép (1923)
- Junkers J 21 vagy T 21 vagy H 21, a Szovjetunióban készült felderítőgép (1923)
- Junkers J 22 vagy H 22, a Szovjetunióban készült vadászgép (1922)
- Junkers T 23 sportrepülőgép (1923)
- Junkers G 23 hárommotoros, tízüléses utasszállító (1923)
- Junkers G 24 a G 23 nagyobb változata (1925)
- Junkers F 24 a G 23 egymotoros változata (1928)
- Junkers A 25 az A 20 L2 motorral felszerelt változata (1926)
- Junkers T 26 gyakorló és sportrepülőgép (1925)
- Junkers T 27 a T 26 másik motorral felszerelt változata (1925)
- Junkers J 28 a T 21 kétüléses változata, tervben maradt
- Junkers J 29 sportrepülőgép (1925)
- Junkers K 30 a G 24 katonai változata (1930)
- Junkers G 31 15 üléses utasszállító (1926)
- Junkers A 32 kísérleti monoplán (1926)
- Junkers W 33 egymotoros szállítórepülő, továbbfejlesztett F.13 (1926)

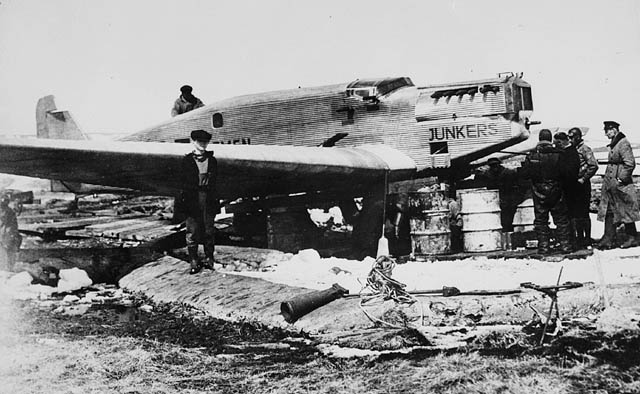
Az Atlanti-óceánt keletről nyugatra először átrepülő W33, a Bremen

- Junkers W 34 egymotoros szállító/felderítő, a w 33 továbbfejlesztése (1933)
- Junkers A 35 Posta-, gyakorló- és katonai repülőgép (1926)
- Junkers S 36 kétmotoros postagép (1927)
- Junkers K 37 az S 36 katonai változata (1928)
- Junkers G.38 négymotoros utasszállító, kora legnagyobb repülőgépe (1929)
- Junkers K 39 kísérleti felderítő/bombázó (1927)
- Junkers J 40 utasszállító hidroplán prototípus (1926)
- Junkers W 41 az F 24 Fo 4 dízelmotoros változata (1928)
- Junkers K 43 felderítő (1927)
- Junkers J 44 az A 35 továbbfejlesztése, prototípus
- Junkers Ju 46 postagép, a W 34 továbbfejlesztése
- Junkers K 47 vadászgép, a K.48 prototípusa (1927)
- Junkers A 48 vadászgép (1928)
- Junkers Ju 49 nagy magasságra tervezett kísérleti repülő (1931)
- Junkers A50 sportrepülőgép (1929)
- Junkers K 51 a G 38 Japánban gyártott nehézbombázó változata (1934)
- Junkers Ju 52 a Ju 52/3m egymotoros elődje (1930)
- Junkers Ju 52/3m Tante Ju (Ju néni) utas- és teherszállító
- Junkers K 53 Svédországban gyártott A 35
- Junkers J 54 az A 35 továbbfejlesztése, prototípus (1929)
- Junkers J 56 a K 16 továbbfejlesztése, prototípus (1930)
- Junkers J 58 az F 13 és W 34 továbbfejlesztése, prototípus (1929)
- Junkers Ju 60 egymotoros utasszállító (1932)
- Junkers EF 61 nagy magasságra tervezett vadász/felderítő, prototípus (1936)
- Junkers Ju 86 kétmotoros utasszállító, bombázó, felderítő (1934)
- Junkers Ju 87 Stuka, zuhanóbombázó (1935)
- Junkers Ju 88 bombázó/felderítő/éjszakai vadász
- Junkers Ju 89 nehéz szállítógép/bombázó, prototípus (1936)
- Junkers Ju 90 négymotoros utasszállító, továbbfejlesztett Ju 89 (1937)
- Junkers Ju 160 nagy sebességű utasszállító, a Ju 60 továbbfejlesztése (1934)
- Junkers Ju 186 a Ju 86 négymotoros, nagy magasságra tervezett verziója, terv maradt
- Junkers Ju 187 a Ju 87 továbbfejlesztése, leállították
- Junkers Ju 188 a Ju 88 továbbfejlesztése (1941)
- Junkers Ju 248 a Messershcmitt Me 263 változata
- Junkers Ju 252 szállító (1941)
- Junkers Ju 268 pilóta nélküli "parazitabombázó" projekt (1944)
- Junkers Ju 286 a Ju 86 hatmotoros, nagy magasságú változata, terv maradt
- Junkers Ju 287 előrenyilazott szárnyú, sugárhajtású bombázó, prototípus (1945)
- Junkers Ju 288 bombázó, prototípus (1941)
- Junkers Ju 290 szállító (1941)
- Junkers Ju 322 Mammut vitorlázó szállítógép, prototípus (1941)
- Junkers Ju 352 Herkules, szállító (1944)
- Junkers Ju 388 Störtebeker felderítő/éjszakai vadász (1943)
- Junkers Ju 390 továbbfejlesztett Ju 290, nagy távolságú nehézbombázó (Amerikabomber), prototípus (1943)
- Junkers Ju 488 nehézbombázó, tervezet
- Junkers EF 009 Hubjäger sugárhajtású vadész, tervezet
- Junkers EF 100 transzatlanti utasszállító, tervezet
- Junkers EF 101 hordozó repülőgép, egy "parazita" repülőgéppel, hatótávja 17 ezer km lett volna, tervezet
- Junkers EF 112 duplafarkú tervezet (1942)
- Junkers EF 126 sugárhajtású vadász, a háború után a Szovjetunióban készült el
- Junkers EF 127 az EF 126 rakétahajtású változata
- Junkers EF 128 sugárhajtású vadász, tervezet
- Junkers EF 131 a Ju 287 változata, a Szovjetunióban készült el
- Junkers EF 132 nehézbombázó, a Szovjetunióban dolgoztak rajta, nem készült el
- Junkers EF 140 bombázó/felderítő, a Szovjetunióban készült el
- Junkers EF 150 bombázó, a Szovjetunióban készült el

## Fordítás
- Ez a szócikk részben vagy egészben  a   Junkers című angol Wikipédia-szócikk ezen változatának fordításán alapul.  Az eredeti cikk szerkesztőit annak laptörténete sorolja fel. Ez a jelzés csupán a megfogalmazás eredetét és a szerzői jogokat jelzi, nem szolgál a cikkben szereplő információk forrásmegjelöléseként.